# Landkreis Zwickauer Land
Landkreis Zwickauer Land är en landkreis i sydvästra delen av den tyska delstaten Sachsen med Werdau som huvudort. I landkreisen bor 129 036 människor (september 2005). Bilarna har Z på nummerskyltarna.

## Geografi
Landkreis Zwickauer Land gränsar i norr till Landkreis Altenburger Land (Thüringen), i nordost Landkreis Chemnitzer Land, i öster Landkreis Stollberg, i söder Landkreis Aue-Schwarzenberg, i sydväst Vogtlandkreis och i väster Landkreis Greiz (Thüringen). Den kreisfria staden Zwickau är nästan helt omsluten av Landkreis Zwickauer Land.
Genom Landkreisen flyter floderna Zwickauer Mulde och Pleiße. 

## Administrativ indelning
Följande städer och gemeinden ligger i Landkreis Zwickauer Land (invånarantal 2005):

### Städer
- Crimmitschau (22.376)
- Hartenstein (5.071)
- Kirchberg (9.461)
- Werdau (24.368)
- Wildenfels (4.005)
- Wilkau-Haßlau (11.810)

### Gemeinden
- Crinitzberg (2.304)
- Dennheritz (1.465)
- Hartmannsdorf bei Kirchberg (1.475)
- Hirschfeld (1.282)
- Fraureuth (5.780)
- Langenbernsdorf (3.986)
- Langenweißbach (2.858)
- Lichtentanne (7.114)
- Mülsen (12.521)
- Neukirchen/Pleiße (4.439)
- Reinsdorf (8.721)